# Водномоторний спорт на літніх Олімпійських іграх 1908
Змагання з водно-моторного спорту на літніх Олімпійських іграх 1908 відбулись 28 і 29 серпня. 17 спортсменів з двох країн змагалися в трьох класах моторних човнів. 
Різні джерела називають цей вид спорту "водний мотоспорт", "моторні човни", і "силове човнярство". Це були єдині олімпійські ігри, на яких водно-моторний спорт був представлений офіційно. Хоча він також був демонстраційним видом на Іграх 1900 року.
У всіх трьох дисциплінах потрібно було подолати однакову відстань, п'ять кіл приблизно по 8 морських миль, 70 кілометрів загалом. В кожній з трьох дисциплін стартувало по декілька човнів, але прибуло тільки по одному, перш за все через сильний вітер (гейл). Надалі Міжнародний олімпійський комітет виключив водно-моторний спорт з програми, бо вирішив, що в програмі олімпійських ігор не повинно бути видів спорту, в яких використовується сила моторів.

## Медалі

### Загальний медальний залік
(Жирним виділено найбільшу кількість медалей у своїй категорії) 
| Загальна кількість медалей |                 |        |        |        |         |
| Місце                      | Країна          | Золото | Срібло | Бронза | Загалом |
| 1                          | Велика Британія | 2      | 0      | 0      | 2       |
| 2                          | Франція         | 1      | 0      | 0      | 1       |

### Медалісти
| Дисципліна              | Золото                                                                | Срібло | Бронза |
| Відкритий клас          | Франція Еміль Тюброн · три невідомих людини                           | —      | —      |
| Клас до 60 футів (18 м) | Велика Британія Бернард Редвуд · Томас Торнікрофт · Джон Філд-Річардс | —      | —      |
| Клас 6,5 — 8 м          | Велика Британія Бернард Редвуд · Томас Торнікрофт · Джон Філд-Річардс | —      | —      |

## Змагання

### Відкритий клас

#### Перша гонка
| Місце | Команда                                                                 | Результат |
| ----- | ----------------------------------------------------------------------- | --------- |
| —     | Велика Британія Г. Аткінсон, Г'ю Гросвенор, Джордж Клоус, Джозеф Лейкок | DNF       |
| —     | Велика Британія Говард де Уолден, А. Фентімен                           | DNF       |

#### Друга гонка
| Місце | Команда                                                                 | Результат |
| ----- | ----------------------------------------------------------------------- | --------- |
| 1     | Франція Еміль Тюброн, Три невідомих людини                              | 2:26:53,0 |
| —     | Велика Британія Г. Аткінсон, Г'ю Гросвенор, Джордж Клоус, Джозеф Лейкок | DNF       |
| —     | Велика Британія Говард де Уолден, А. Фентімен                           | DNF       |

### Клас до 60 футів
| Місце | Команда                                                             | Результат |
| ----- | ------------------------------------------------------------------- | --------- |
| 1     | Велика Британія Бернард Редвуд, Томас Торнікрофт, Джон Філд-Річардс | 2:28:58,8 |
| 2     | Велика Британія Джон Горхем, Дж. Хорхем                             | DNF       |

### Клас 6,5 — 8 м
| Місце | Команда                                                             | Результат |
| ----- | ------------------------------------------------------------------- | --------- |
| 1     | Велика Британія Бернард Редвуд, Томас Торнікрофт, Джон Філд-Річардс | 2:28:26,0 |
| 2     | Велика Британія Ворік Райт, Томас Вестон                            | DNF       |

## Учасники
У змаганнях з водно-моторного спорту брали участь 17 спортсменів з двох країн:  

У дужках вказано кількість спортсменів
- Велика Британія  (13)
- Франція  (4)